# Palazzo in via San Giovanni Maggiore dei Pignatelli 29
Il palazzo in via San Giovanni Maggiore dei Pignatelli è un edificio monumentale di Napoli, ubicato nell'omonima via al civico 29.
Il palazzo costituiva un unico blocco con il civico 34, come testimoniano i portali simmetrici. Gli immobili furono separati e nel secondo dopoguerra, quando il civico 34 fu completamente rifatto ed alzato di quattro piani; oggi conserva solamente il portale del primo Cinquecento di influenza mormandea. 
L'immobile al civico 29 invece è quasi completamente integro nelle sue decorazioni rinascimentali; conserva il portale cinquecentesco mormandeo composto da nove blocchi lapidei, e in facciata sono presenti elementi rinascimentali nelle finestre. Nell'atrio è presente una piccola porta con cornice modanata e trabeazione, entrambe in piperno di epoca rinascimentale, adibita ad ingresso della portineria. Nel cortile sono visibili i profili degli archi in piperno che costituivano un portico. Sulla destra si articola una scala aperta a due volte contigue inquadrate dall'arco.

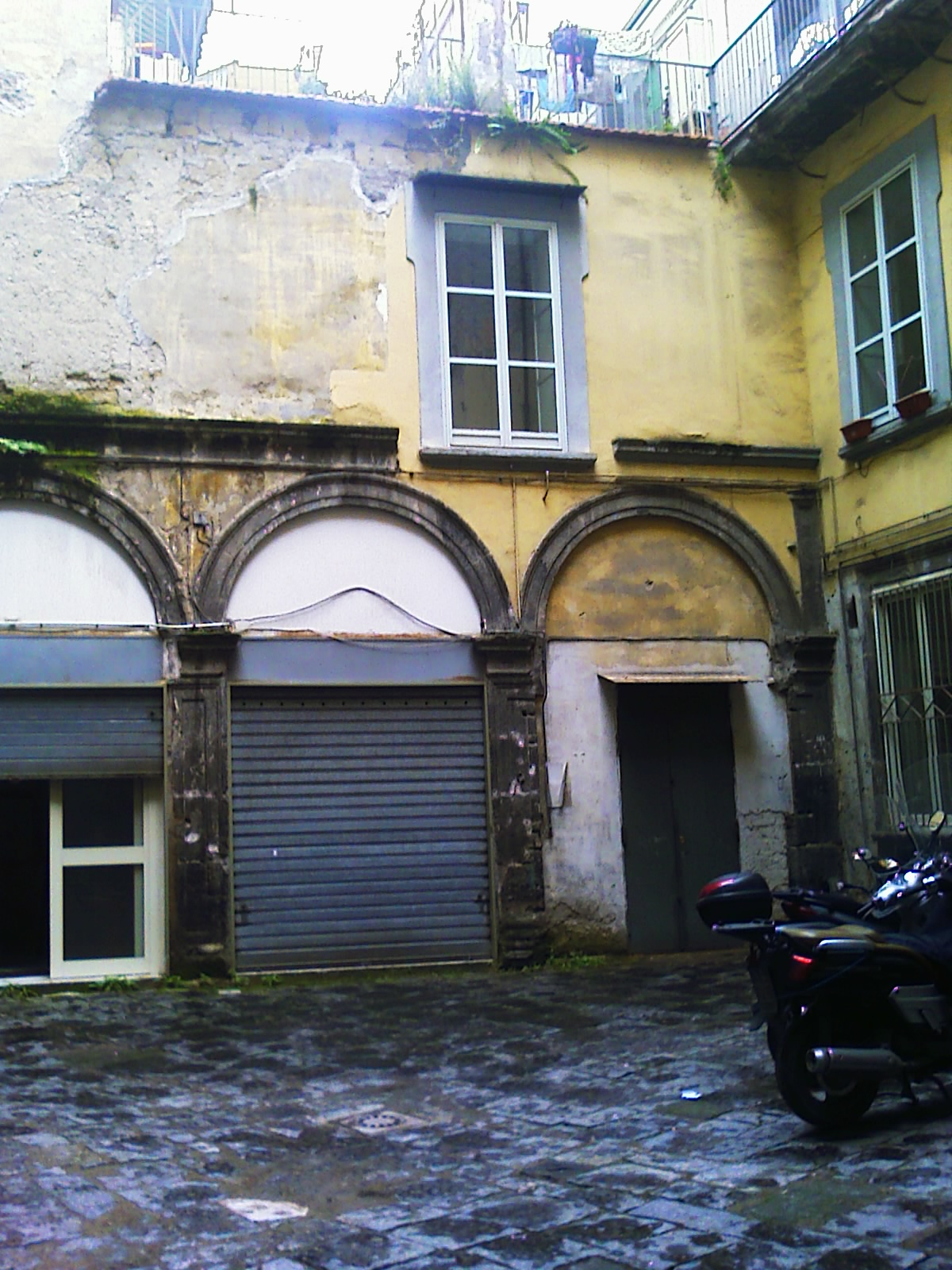
Cortile e i tre archi
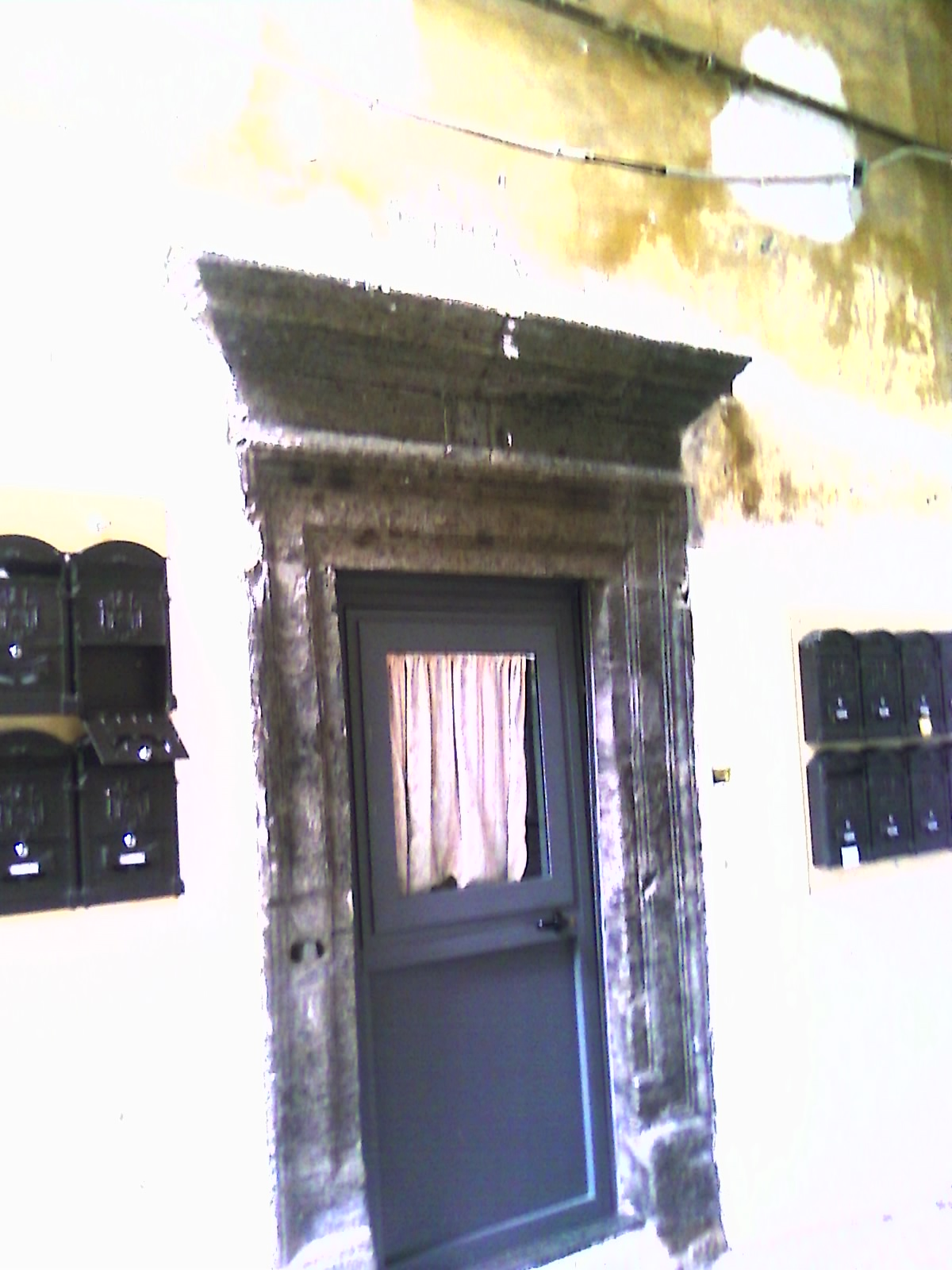
Portineria
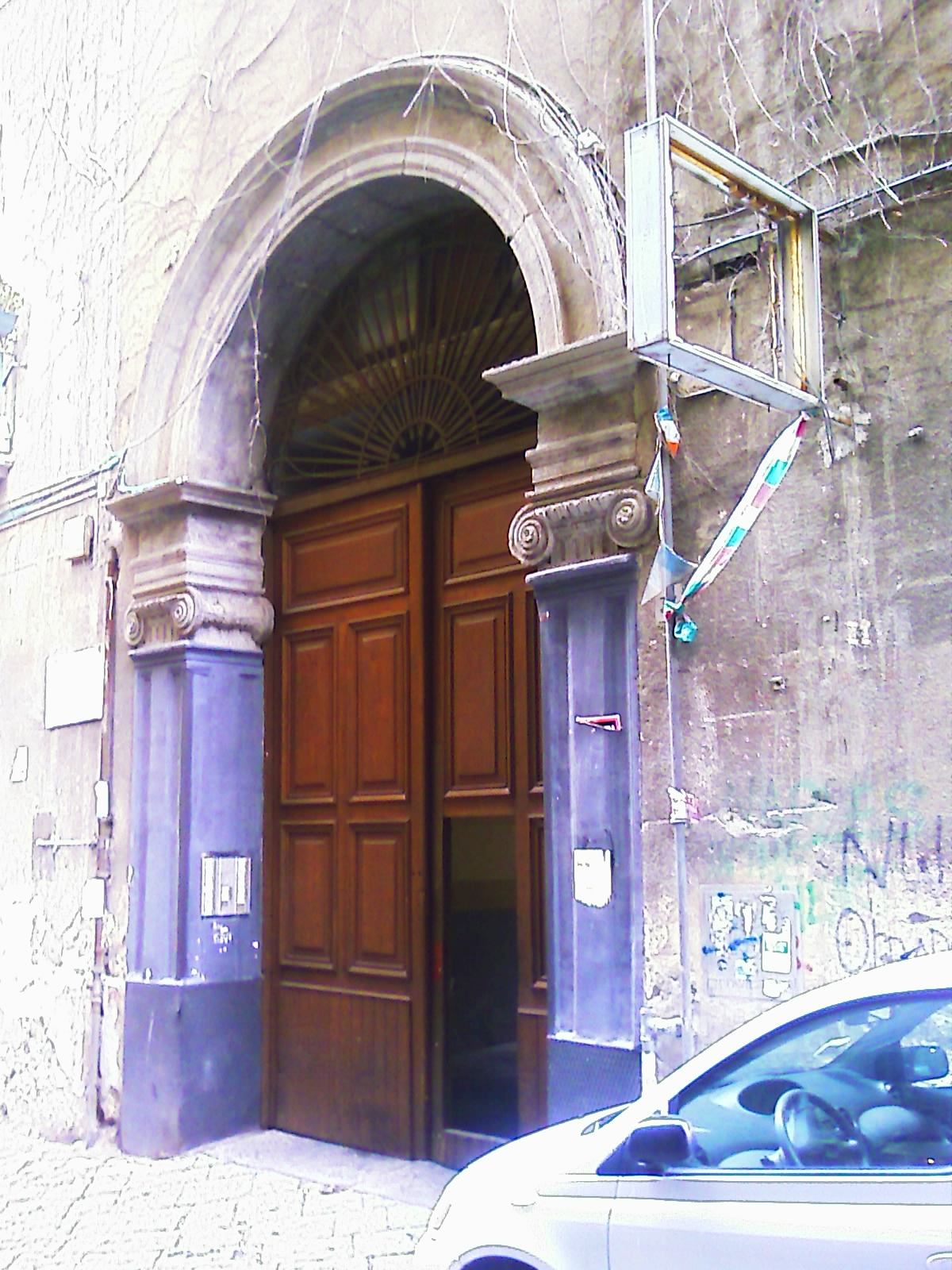
Il portale del civico 34